# Mirambeau (Charente-Maritime)
 Mirambeau  ist eine französische Gemeinde mit 1532 Einwohnern (Stand 1. Januar 2022) im Département Charente-Maritime in der Region Nouvelle-Aquitaine; sie gehört zum Arrondissement  Jonzac und zum Kanton Pons.
Nachbargemeinden von Mirambeau sind Nieul-le-Virouil im Norden, Allas-Bocage im Nordosten, Soubran im Osten, Boisredon im Südosten, Pleine-Selve im Süden, Saint-Bonnet-sur-Gironde im Südwesten, Saint-Martial-de-Mirambeau im Westen und Saint-Dizant-du-Bois im Nordwesten.
Vom 13 km entfernten Bahnhof Jonzac gibt es eine direkte Bahnverbindung nach Bordeaux St. Jean.

## Bevölkerungsentwicklung
| Jahr      | 1962 | 1968 | 1975 | 1982 | 1990 | 1999 | 2007 | 2017 |
| Einwohner | 1480 | 1541 | 1364 | 1344 | 1409 | 1457 | 1470 | 1492 |

## Sehenswürdigkeiten
- Kirche Notre-Dame de l’Assomption (19. Jahrhundert)
- Kirche Saint-Martin im Ortsteil Petit-Niort (Monument historique)
- Schloss (19. Jahrhundert)

Siehe auch: Liste der Monuments historiques in Mirambeau (Charente-Maritime)

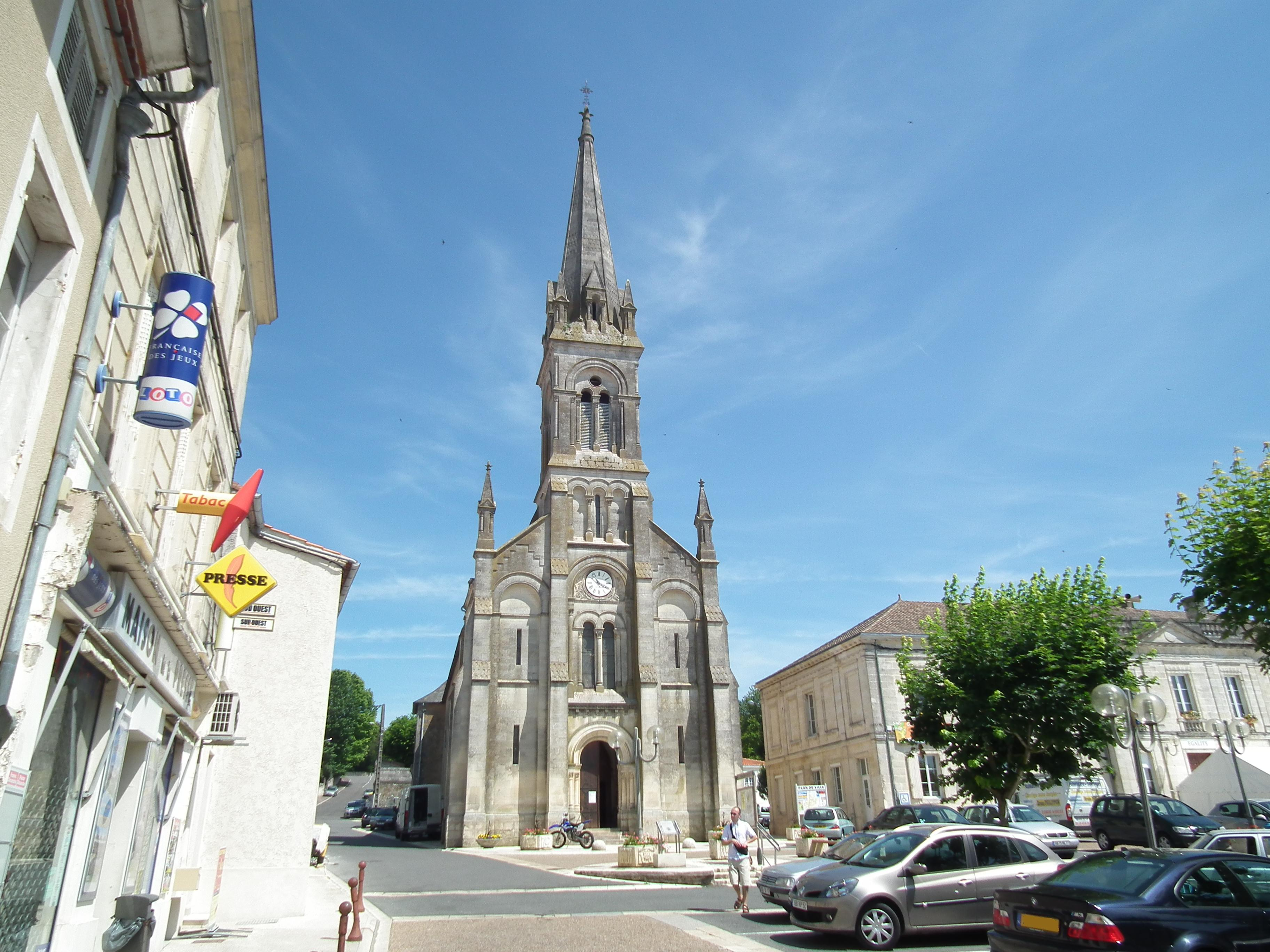
Ortszentrum mit der Kirche Notre-Dame
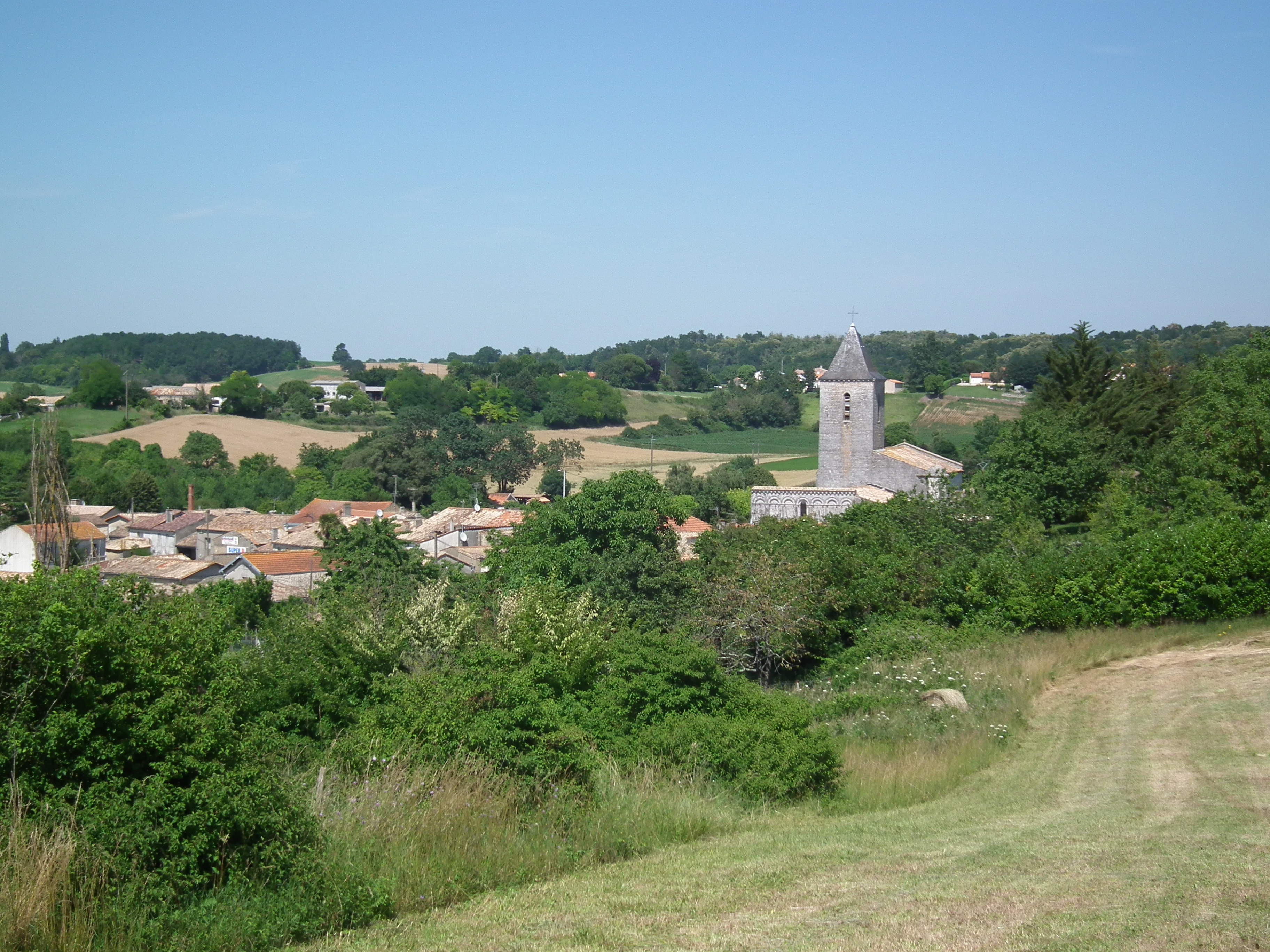
Ortsteil Petit-Niort mit der Kirche Saint-Martin
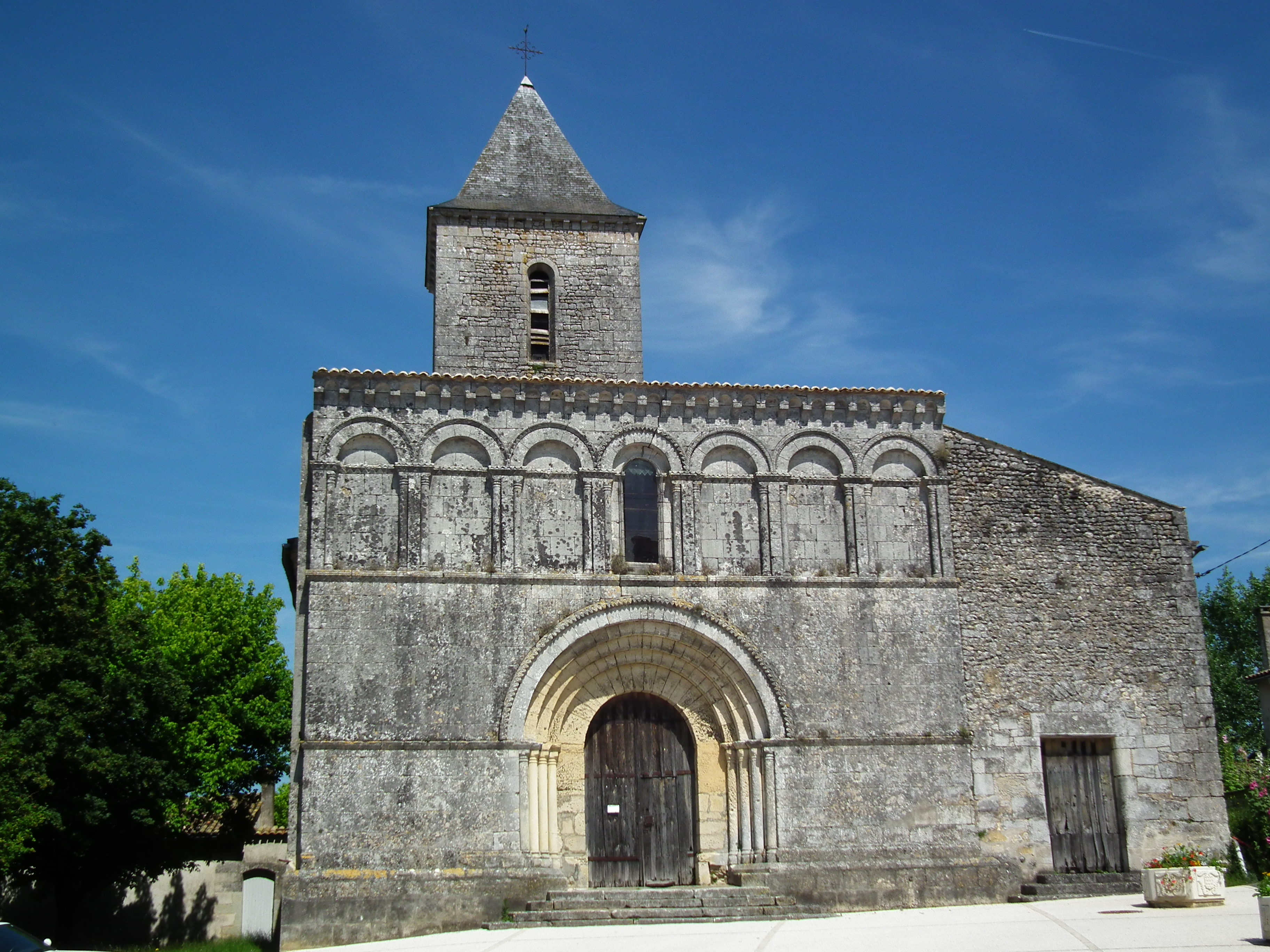
Saint-Martin in Petit-Niort
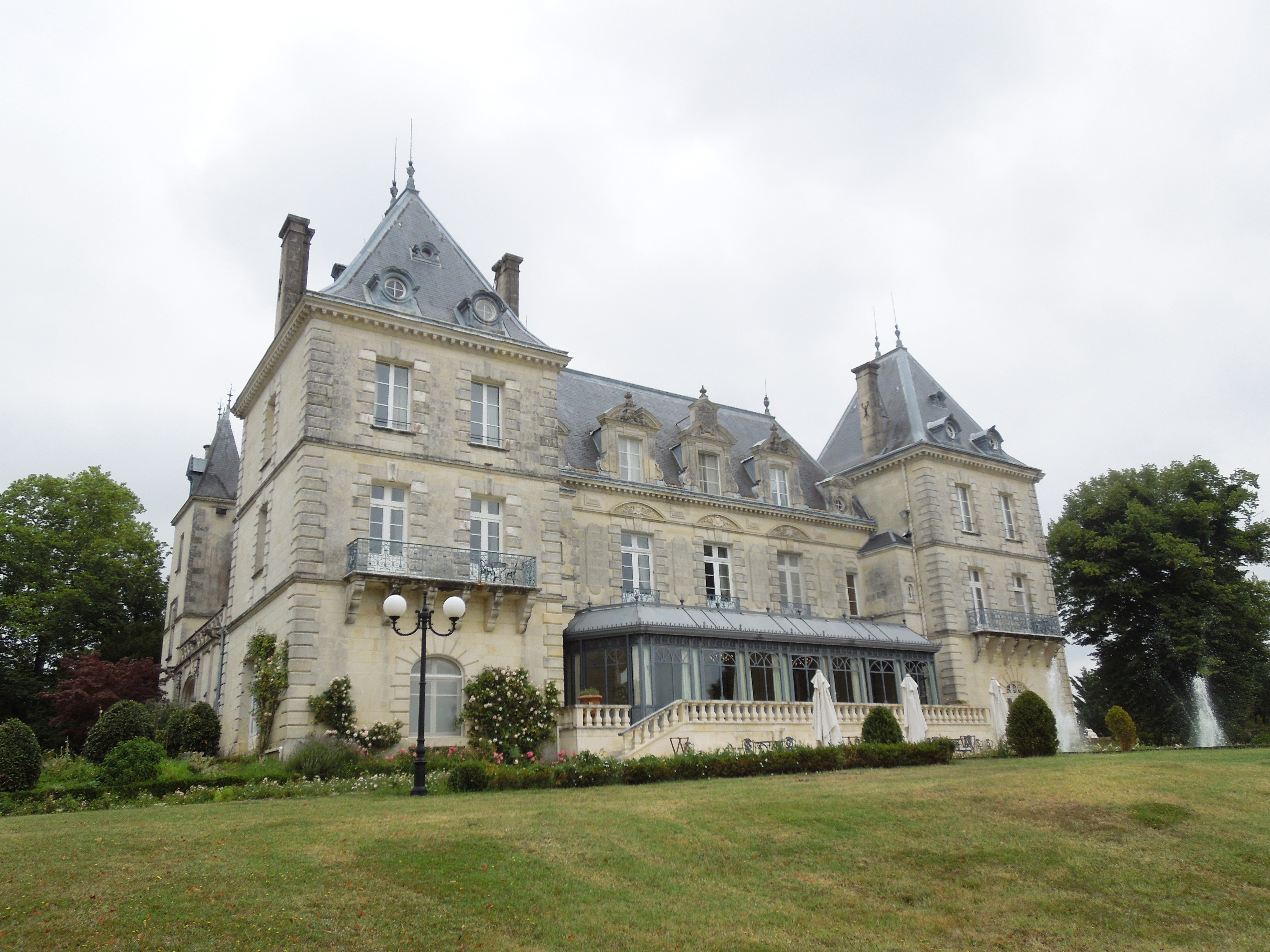
Schloss